# Chiesa dei Santi Apostoli Pietro e Paolo (Mesola)
La chiesa  dei Santi Apostoli Pietro e Paolo è la parrocchiale di Massenzatica, frazione di Mesola in provincia di Ferrara.  Appartiene al vicariato di Sant'Apollinare dell'arcidiocesi di Ferrara-Comacchio e risale al XIII secolo.

## Storia
Nella documentazione presente nell'abbazia di Pomposa si parla di Massenzatica sin dall'XI secolo poiché nel 1156 si cita un monaco benedettino che vi officiava funzioni religiose. Il primo riferimento esplicito alla chiesa arrivò solo 1263 e, poco dopo, si citò anche la sua canonica.
L'abate della basilica pomposiana fece ricostruire ed ampliare la prima chiesa all'inizio del XIV secolo.
Sembra che intorno al XVII secolo almeno parte della chiesa sia stata riedificata e alcuni resti dell'edificio precedente sono ancora visibili a breve distanza.
Nel secondo decennio del XX secolo l'antico edificio, che già si trovava da tempo in cattive condizioni, venne definitivamente chiuso al culto e dopo il primo conflitto mondiale crollò.
Nei primi anni del XXI secolo ciò che era rimasto dell'edificio venne completamente restaurato e restituito alla comunità per uso civile. Dal 2018 è nella disponibilità del comune di Mesola (in comodato gratuito) per le iniziative locali.
Un nuovo edificio sacro, con dedicazione ai Santi Pietro e Paolo, venne costruito a partire dal 1926 per sostituire il precedente e da quel momento è divenuto la chiesa parrocchiale di Massenzatica. Eretto nella zona dell'antico camposanto è stato in seguito ampliato con una sacrestia.
La parrocchia di Massenzatica, a partire dal 1947, venne suddivisa e furono create le parrocchie della chiesa della Beata Vergine del Rosario di Bosco Mesola, di San Benedetto Abate di Ponte Langorino e della Beata Vergine Regina in Monticelli.
A partire dal 2017 è stato necessario iniziare un intervento di restauro per riparare i danni avuti da un forte evento meteorologico. L'abside aveva perduto la copertura e molte altre parti della struttura ne erano risultate compromesse.